# مارکوس گاندلر
مارکوس گاندلر (انگلیسی: Markus Gandler; ۲۰ اوت ۱۹۶۶ – ) اسکی‌باز صحرانوردی اهل اتریش بود.